# Carolus Hacquart

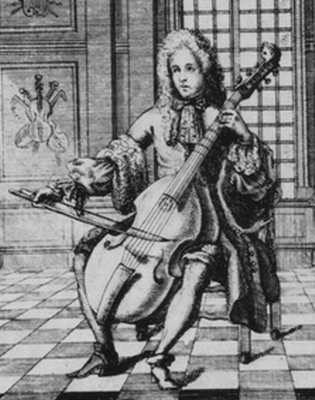
Abbildung eines Gambisten auf einem Notendruck Hacquarts

Carolus Hacquart oder Carel Hacquart (* um 1640 in Brügge; † um 1701) war ein flämischer Komponist.

## Leben
Carolus Hacquart erhielt gemeinsam mit seinem Bruder Philippus eine musikalische Ausbildung als Chorknabe an der Sankt-Bavo-Kathedrale in Gent. Beide Brüder siedelten etwa um 1670 aus religiösen Gründen aus den südlichen spanischen Niederlanden nach Amsterdam über, wo sich Carolus als freischaffender Künstler niederließ. Um 1679 verlegte er seinen Wirkungskreis nach Den Haag, wo er von Musikunterricht und Konzerten, die er gemeinsam mit Constantijn Huygens organisierte, lebte. In einem Empfehlungsschreiben empfiehlt Huygens dem regierenden Prinzen Moritz von Oranien, dem Sieur Hacquart, ce grand maistre de musique, einen Saal im königlichen Schloss für Konzerte bereitzustellen.
Hacquarts Schüler waren zumeist reiche Patrizier und hochstehende Beamte. 1686 widmete Hacquart zweien dieser Schüler einen Band mit zwölf Suiten. Die Werke waren so angelegt, dass sie sowohl mit einer als mit zwei Gamben, sowie mit oder ohne Bassbegleitung gespielt werden konnten. Nach 1686 verlieren sich seine Spuren, es gibt Vermutungen, dass er im Gefolge Wilhelm III. nach England verzogen war.

## Werke
- Cantiones sacrae, Motetten von 1674,
- Harmonia parnassia sonatarum op. 2, eine Sammlung Triosonaten und Quartettsonaten von 1686 OCLC 58976523
- Chelys op. 3, 12 Suiten für Viola da Gamba und Basso continuo, Den Haag, 1686 OCLC 881477580
- De Triomfeerende Min, Ein Hirtenspiel 1678 komponiert anlässlich des Friedens von Nimwegen

## Diskografie
- Carolus Hacquart, Chelys - Guido Balestracci e.a., CD Symphonía (2004)
- Carolus Hacquart, Cantiones & Sonate, Ensemble Clématis, avec la soprano Céline Scheen, CD Musica Ficta (2006)
- Carolus Hacquart, Le maistre de musique, Ricercar Consort, CD Flora 0705 (2007)
- Carolus Hacquart, The Triumph of love, Camerata Trajectina, CD Globe (2011)

| Personendaten    | Personendaten                   |
| ---------------- | ------------------------------- |
| NAME             | Hacquart, Carolus               |
| ALTERNATIVNAMEN  | Hacquart; Carel; Karel          |
| KURZBESCHREIBUNG | flämischer Komponist des Barock |
| GEBURTSDATUM     | um 1640                         |
| GEBURTSORT       | Brügge                          |
| STERBEDATUM      | um 1701                         |